# Торевијеха
Торевијеха (шп. Torrevieja) град је у Шпанији у аутономној заједници Валенсија у покрајини Аликанте. Према процени из 2008. године у граду је живело 107.057 становника.

## Становништво
Према процени, у граду је 2008. године живело 107.057 становника.
| 1981.  | 1991.  | 2001.  |
| ------ | ------ | ------ |
| 12.321 | 25.014 | 50.953 |

## Партнерски градови
- Овиједо
- Кадиз
- Callosa de Segura
- Pola de Siero